# Campylopus decaryi
Campylopus decaryi là một loài rêu trong họ Dicranaceae. Loài này được Thér. mô tả khoa học đầu tiên năm 1923.